# Майдан Гольчанський
Майдан Гольчанський (пол. Majdan Golczański) — село на Закерзонні в Польщі, у гміні Яроцин Ніжанського повіту Підкарпатського воєводства.
Населення — 679 осіб (2011).

## Історія
Село утворене в середині XIX ст. внаслідок парцеляції маєтку землевласника Левицького з Борків, через що отримало первісну назву Майдан Бірчанський, землю купили переважно приїжджі поляки.
Відповідно до «Географічного словника Королівства Польського» в 1884 р. Майдан Бірчанський (помилково автори змінили в назві літеру r на ć) знаходився у Нисківському повіті Королівства Галичини та Володимирії Австро-Угорщини. Шематизм Перемишльської греко-католицької єпархії на той час фіксує в селі 6 греко-католиків.
У міжвоєнний період село вже носило нинішню назву, входило до ґміни Яроцин Нисківського повіту Львівського воєводства Польщі. У 1939 р. в селі проживало 45 українців-грекокатоликів, які належали до греко-католицької парафії Дубрівка Лежайського деканату Перемишльської єпархії.. Через свою нечисленність вони не могли протистояти антиукраїнському терору під час і після Другої світової війни.
У 1975—1998 роках село належало до Тарнобжезького воєводства.

## Демографія
Демографічна структура станом на 31 березня 2011 року:
|          | Загалом | Допрацездатний вік | Працездатний вік | Постпрацездатний вік |
| -------- | ------- | ------------------ | ---------------- | -------------------- |
| Чоловіки | 335     | 73                 | 236              | 26                   |
| Жінки    | 344     | 76                 | 202              | 66                   |
| Разом    | 679     | 149                | 438              | 92                   |